# 高知市立大津小学校
高知市立大津小学校（こうちしりつおおつしょうがっこう）は、高知県高知市大津にある公立小学校。

## 沿革
- 1881年（明治14年）12月 - 創立。
- 1890年（明治21年）4月 - 小学校令により大津尋常小学校となり分校（上部落小学校）を合併。
- 1902年（明治35年）11月 - 大津尋常小学校校舎改築・落成。
- 1908年（明治41年）4月 - 小学校令改正、大津尋常高等小学校となる。
- 1947年（昭和22年）4月 - 六三制施行により、高知県大津村立大津小学校と改称。
- 1949年（昭和24年）4月 - 大津小学校PTA発足。
- 1952年（昭和27年）6月 - 校舎新築、水道施設、校庭拡張、図書室整備、給食室新築。
- 1968年（昭和43年）9月 - 体育館新築。
- 1972年（昭和47年）2月 - 長岡郡大津村が高知市に編入し、高知市立大津小学校と改称。
- 1992年（平成4年）7月 - 体育館新築落成。
- 1998年（平成10年）9月 - 集中豪雨災害（大津小学校1階全て水没）
- 2014年現在、児童数約600名、学級数23学級。
- 2024年現在、児童数約500名、学級数22学級

## その他
- 通学区域は、大津全域であり、大津は高知のベッドタウンとして、マンションや住宅が多くあり、食品団地や工場等も比較的多くある地域である。
- 特別支援教育（障害児教育）学級として、「ふないれ学級」を設けている。2024年現在、学級数4学級。
- 年に一度校内において祭りを開催、学校関係者以外も参加可能。
- 校門付近に、「土佐日記」の紀貫之舟出の地碑があり、敷地外からも見ることができる。

## 周辺
- 高知市大津ふれあいセンター
- 高知東警察署大津駐在所
- 高知県中央東県税事務所
- 舟入川
- 高知市立大津中学校
- 高知県道374号（大津バイパス）
- 国道195号

## アクセス
- 最寄駅:JR土佐大津駅/とさでん交通舟戸停留場